# Rektaszension

Rektaszension und Deklination auf der Himmelskugel (in deren Inneren die Erdkugel)

Die Rektaszension α oder a (lateinisch ascensio recta ‚gerader Aufstieg‘) ist eine der beiden Polarkoordinaten im rotierenden äquatorialen Koordinatensystem der sphärischen Astronomie. Dessen zweite Koordinate ist die Deklination.
Die Rektaszension ist der auf dem Himmelsäquator gemessene Winkel zwischen dem Frühlingspunkt und dem Schnittpunkt des Stundenkreises, der durch den zu messenden Himmelskörper geht. Sie ist das Analogon zur geographischen Länge eines Ortes auf der Erdkugel (zweite Koordinate: geographische Breite).
Die Rektaszension wird häufiger im Zeitmaß als in Grad oder Bogenmaß angegeben.
Die Angabe im Zeitmaß nimmt Bezug darauf, dass die scheinbare Rotation der Sterne um die Erde proportional zur Zeit ist und Zeitdifferenzen einfacher als Winkel bestimmt werden können. Wenn ein Stern z. B. am Äquator eine Stern-Stunde nach dem Frühlingspunkt aufgeht, so hat er die Rektaszension 1h, entsprechend 15° (in einem Stern-Tag zu 24 Stern-Stunden bewegen sich die Sterne nämlich scheinbar auf einem vollen Kreis mit 360°).

## Wortbedeutung
Das Wort Rektaszension ist die Zusammenschreibung von recta ascension, der umgekehrten Reihenfolge des lateinischen ascensio recta. Im Englischen wird der Begriff right ascension (gebräuchliche Abkürzung RA) als wörtliche Übersetzung des alten lateinischen Begriffs verwendet. In der älteren deutschsprachigen Literatur wurde ebenfalls die wörtliche Übersetzung aus dem Lateinischen benutzt, nämlich gerader Aufstieg oder Geradeaufsteigung.
Ascensio recta bezieht sich darauf, wie der Aufstieg (ascensio, ascension oder Aufstieg) eines Sterns über den Horizont am Erdäquator erfolgt, nämlich rechtwinklig (recta, right oder gerade) zum Horizont. Im Moment des Sternaufgangs fällt dessen Längenkreis mit dem Horizontkreis zusammen. Der Schnittpunkt dieses Längenkreises mit dem dort vertikal verlaufenden Himmelsäquator ist der Ostpunkt des äquatorialen Horizonts und damit der momentane Punkt, bis zu dem die Rektaszension des Sternes vom Frühlingspunkt aus zu messen ist.

## Äquatoriales Koordinatensystem

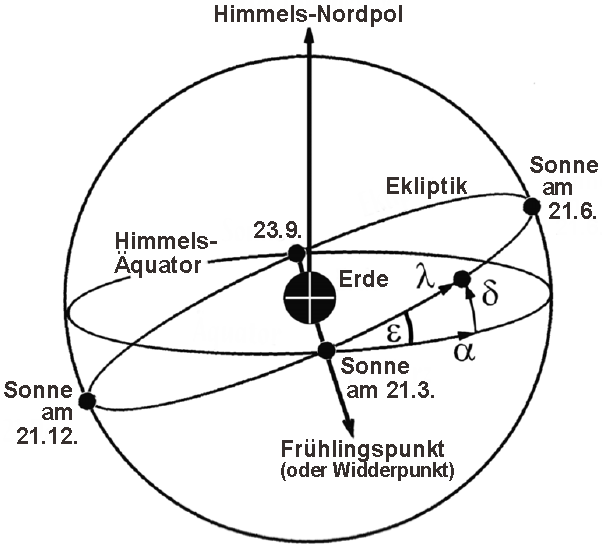
Himmelskugel mit Äquator- und Ekliptik-Kreis

Als Nullpunkt der Rektaszension dient der Frühlingspunkt. Sie wächst wie die geografische Länge gegen Osten.
In der astronomischen Navigation wird statt der Rektaszension auch der sich nach Westen vergrößernde Sternwinkel (engl. sidereal hour angle (SHA)) verwendet.
Im ortsfesten äquatorialen Koordinatensystem wird statt der Rektaszension der Stundenwinkel verwendet.
Der Rektaszension α und der Deklination δ entsprechen im ekliptikalen Koordinatensystem die ekliptikale Länge λ und die ekliptikale Breite β. Zur Umrechnung wird die Ekliptikschiefe ε gebraucht, siehe kleines Dreieck rechts auf der Skizze. Diese Koordinatentransformation ist für die Berechnung der Umlaufbahnen von Planeten und anderer Körper des Sonnensystems unerlässlich.